# Розенфельд, Курт
Курт Розенфельд (нем. Kurt Rosenfeld; 1 февраля 1877, Мариенвердер — 25 сентября 1943, Нью-Йорк) — немецкий политик-социалист и адвокат.

## Биография

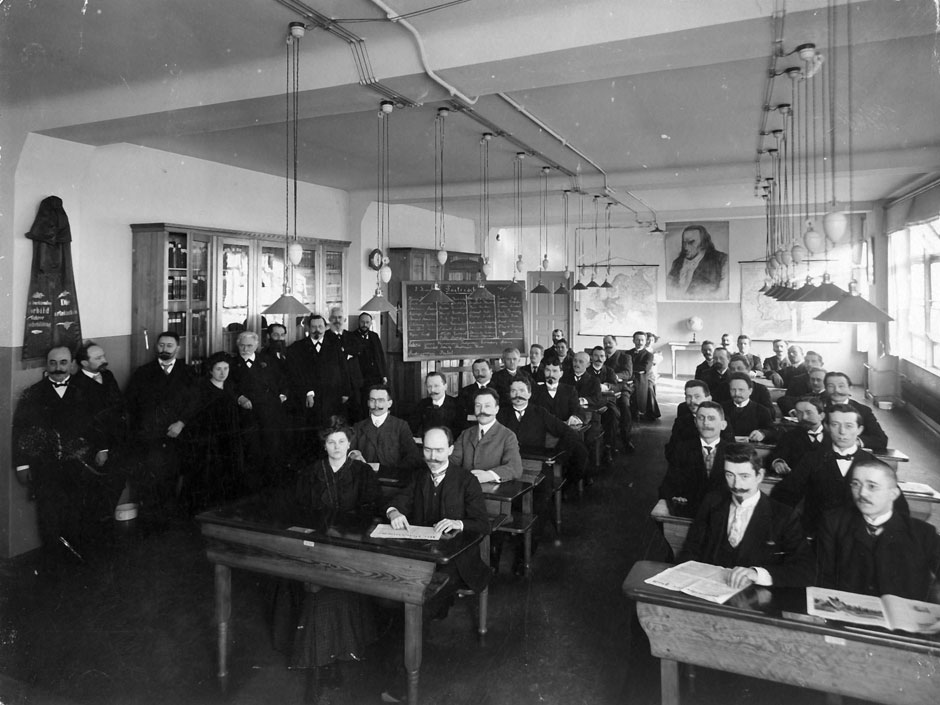
Партийная школа Социал-демократической партии Германии, 1907
Преподаватели, стоящие справа, слева направо: Хуго Гейнеман, Шульц, Генрих (политик), Курт Розенфельд, Роза Люксембург, Август Бебель, Артур Штадтгаген, Генрих Кунов, Франц Меринг, Эммануэль Вурм.
Среди студентов: левый ряд, слева во втором ряду — Вильгельм Пик, правый ряд, третий ряд слева — Фридрих Эберт

В 1896—1899 годах Розенфельд изучал юриспруденцию и экономику во Фрайбургском и Берлинском университетах, защитил диссертацию на звание доктора юридических наук в Ростокском университете и вступил в СДПГ. В 1905 году обосновался в Берлине и работал адвокатом, в 1910—1920 годах являлся депутатом городского собрания Берлина от социал-демократов, участвовал в политических процессах защитником Розы Люксембург, Курта Эйснера и Георга Ледебура.
В 1914—1918 годах воевал на фронте, как противник политики гражданского мира в 1917 году был одним из соучредителей НСДПГ. После Ноябрьской революции Розенфельд с ноября 1918 года по январь 1919 года занимал пост министра юстиции Пруссии, в 1919 году являлся делегатом земельного учредительного собрания. В 1920 году Розенфельд был избран депутатом рейхстага и сохранял мандат до 1932 года. Являлся депутатом Веймарского учредительного собрания с 3 мая 1920 года до его роспуска 21 мая 1920 года.
Когда большая часть НСДПГ ушла в КПГ, Розенфельд остался в партии. В 1922 году Розенфельд вместе с Теодором Либкнехтом и Георгом Ледебуром решительно выступал против слияния НСДПГ с СДПГ, тем не менее, в отличие от Либкнехта и Ледебура, вновь примкнул к социал-демократам. Во фракции рейхстага и партии Розенфельд вместе с Паулем Леви и Максом Зайдевицем представлял левое крыло СДПГ, с 1927 года Розенфельд сотрудничал с «Классенкампфом» («Klassenkampf»), теоретическим изданием левых марксистов в СДПГ. В это время Розенфельд выступал адвокатом Карла фон Осецкого в процессе «Вельтбюне» 1931 года.
В сентябре 1931 года Розенфельд был в числе 6 депутатов, исключённых из СДПГ за нарушение фракционной дисциплины на голосовании в рейхстаге (они выступили против курса руководства партии во главе с Отто Вельсом на «толерирование» кабинета Генриха Брюнинга). Вместе с Максом Зайдевицем являлся основателем и до 1933 года сопредседателем Социалистической рабочей партии Германии (до конца декабря 1931 года третьим сопредседателем был Генрих Штрёбель). Весной 1933 года Розенфельд вышел из СРПГ и призвал других членов партии вступать в коммунистическую партию. В том же году Розенфельд основал в Париже антифашистское новостное агентство Agence Impress. После поджога Рейхстага Курт Розенфельд эмигрировал во Францию, затем переехал в США, где вместе с Герхартом Эйслером издавал эмигрантский журнал The German-American, возглавлял Германо-Американский чрезвычайный комитет и активно способствовал объединению всех немецких и немецкоязычных противников Гитлера на американском континенте. В 1934 году Розенфельд был включён во второй список лишённых гражданства нацистской Германии. В эмиграции Розенфельд продолжал адвокатскую деятельность. С 1943 года Розенфельд являлся почётным председателем Латиноамериканского комитета свободных немцев.